# Cristina Noci
Cristina Noci (Alessandria, 31 marzo 1949 – Roma, 11 maggio 2025) è stata un'attrice e doppiatrice italiana.

## Biografia
Nata ad Alessandria il 31 marzo 1949, divenne nota soprattutto per aver doppiato l'attrice Wanda Sykes, alla quale diede la voce in gran parte dei suoi film, come  Quel mostro di suocera, Un'impresa da Dio, La gang del bosco e Koda, fratello orso 2, e il personaggio Abigail Kathleen "Abby" Finkelstein (Mimi Kennedy) nella serie televisiva Dharma & Greg.
Doppiò inoltre molti personaggi di film d'animazione, tra cui Mrs. Potato in Toy Story 2 - Woody e Buzz alla riscossa, Toy Story 3 - La grande fuga e Toy Story 4.
Sostituì le voci originarie anche in pellicole animate come I Robinson - Una famiglia spaziale,  Cenerentola II - Quando i sogni diventano realtà, Mucche alla riscossa, L'era glaciale 2 - Il disgelo, Madagascar 2, Tom & Jerry - Il film e Il gobbo di Notre Dame II.
Tra le attrici doppiate figurano Imelda Staunton, Sarah Jessica Parker e Jessica Hynes in Harry Potter e l'Ordine della Fenice.
Partecipò al doppiaggio inglese (diretto da Francesco Vairano) del film Pinocchio (2019) di Matteo Garrone, doppiando il personaggio della Lumaca, interpretata da Maria Pia Timo.
Insieme ad Antonio Fazio, prese parte alla versione teatrale di Salon Kitty. 
Lavorò anche nel cinema, apparendo in alcune pellicole tra cui Sbamm! (1980).
È morta a Roma l'11 maggio 2025, all'età di 76 anni.

## Doppiaggio

### Film
- Wanda Sykes in Quel mostro di suocera, Un'impresa da Dio, Fottute!
- Julie Walters in Paddington, Paddington 2, Paddington in Perù
- Barbara Windsor in Alice in Wonderland, Alice attraverso lo specchio
- Jessica Hynes in Harry Potter e l'Ordine della Fenice
- Nancy Fish in The Mask
- Sarah Jessica Parker in Ed Wood
- Imelda Staunton in Motel Woodstock
- Arden Myrin in The Wedding Party
- Joanna Scanlan in  Stardust
- Yolande Moreau in L'esplosivo piano di Bazil
- Maria Pia Timo in Pinocchio (film 2019, versione inglese)
- Caroline Rhea in Pronti alla rissa
- Lesley Sharp in Inkheart - La leggenda di cuore d'inchiostro

### Film d'animazione
- Pristina Bova in Tom & Jerry - Il film
- Mrs. Potato in Toy Story 2 - Woody e Buzz alla riscossa, Toy Story 3 - La grande fuga, Toy Story 4
- Lady DeBurne in Il gobbo di Notre Dame II
- Beatrice in Cenerentola II - Quando i sogni diventano realtà
- Audrey la gallina in Mucche alla riscossa
- Trixie in La sposa cadavere
- Castora in Cappuccetto Rosso e gli insoliti sospetti
- Signora Tapiro e mamma Dyatrima in L'era glaciale 2 - Il disgelo
- Innoko in Koda, fratello orso 2
- Eenie e Meenie in Garfield 2
- Stella, la moffetta ne La gang del bosco
- Bessy in Barnyard - Il cortile
- Lucille Krunklehorn in I Robinson - Una famiglia spaziale
- Nana in Madagascar 2
- Georgette in Shrek e vissero felici e contenti
- Eva in Rio, Rio 2 - Missione Amazzonia
- Mamma Albero ne Il magico mondo di Oz
- Signora Plithiver ne Il regno di Ga'Hoole - La leggenda dei guardiani
- Nonnina in L'era glaciale 4 - Continenti alla deriva, L'era glaciale - In rotta di collisione
- Griselda in Strange Magic
- Jacqueline "Jackie" in Lilli e il vagabondo

### Serie animate
- Birillo in Pepi, Briciola e Jo-Jo
- Lupe in Quella scimmia del mio amico
- Nonna di Kokori in Guru Guru - Il girotondo della magia
- Frattaglia in Excel Saga
- Mamma Cosma in Due fantagenitori
- Signora tartaruga in Mickey Mouse Works, House of Mouse - Il Topoclub
- Madame Gazzella (1ª voce) e Signora Coniglio (1ª voce) in Peppa Pig
- Scorpion in Kung Fu Panda - Mitiche avventure
- Fluorite in Steven Universe
- Suga Mama (2° voce) in La famiglia Proud: più forte e orgogliosa

### Videogiochi
- Priscilla ne La carica dei 102: Cuccioli alla riscossa[3]
- Mallymkun, il Ghiro in Alice in Wonderland[4]
- Rosie in A Bug's Life[5]
- Lizzie in Cars - Motori ruggenti[6]
- Gravitina in Buzz Lightyear da Comando Stellare

## Filmografia parziale

### Cinema
- Sbamm!, regia di Francesco Abussi (1980)
- Il minestrone, regia di Sergio Citti (1981)
- La venexiana, regia di Mauro Bolognini (1985)

### Televisione
- L'uovo mondo nello spazio (Rete 2, 1982)